# Brenda Sabryna
Brenda Sabryna Mac Farneze (Tegucigalpa, Honduras, 28 de março de 1998) é uma atriz honduro-brasileira.

## Carreira
Em 2013 estreou na televisão em Malhação Casa Cheia, a décima primeira temporada do seriado, interpretando a humilde Antônia. Em 2014 integrou o seriado Dupla Identidade como Tati, uma adolescente que é seduzida e levada para a cama pelo psicopata interpretado por Bruno Gagliasso, entrando em um romance perigoso. Por ainda ter 16 anos a atriz utilizou uma dublê para as cenas de nudez. Em 2015 entrou para Gaby Estrella como Duda, a principal antagonista da terceira temporada. Em 2016 estreou sua primeira telenovela, a segunda temporada de Os Dez Mandamentos, onde interpretou Emma, serva que era constantemente humilhada pela rainha Elda. Já em 2017 fez uma participação em Malhação: Viva a Diferença como Bianca, uma estudante racista que humilhava uma colega bolsista.
Entre 2017 e 2018 interpretou Liliana em duas temporadas do seriado 1 Contra Todos, uma jovem arrogante que usava o poder político do pai para vantagens próprias. Em 2018 gravou o seriado Uma Escola Demais, para o canal a cabo Net Now, onde deu vida à uma estudante que tentava reunir alunos para salvar o colégio da falência. Em 2019 ganha destaque ao ser escalada para um dos papeis centrais de Topíssima, Jandira, uma moça ambiciosa que tem vergonha de morar na favela e mente que é rica na esperança de dar um golpe em algum rapaz rico. Após a boa repercussão, Brenda foi escalada para a novela seguinte, Amor sem Igual, onde interpreta Rosa.

## Filmografia

### Televisão
| Ano     | Título                     | Personagem              | Notas                        |
| ------- | -------------------------- | ----------------------- | ---------------------------- |
| 2013    | Malhação Casa Cheia        | Antônia                 | Episódios: "29–31 de agosto" |
| 2014    | Dupla Identidade           | Tatiana Dias (Tati)     |                              |
| 2015    | Gaby Estrella              | Duda                    | Temporada 3                  |
| 2016    | Os Dez Mandamentos         | Emma                    |                              |
| 2017    | Malhação: Viva a Diferença | Bianca                  | Episódios: "2–25 de outubro" |
| 2017–20 | 1 Contra Todos             | Liliana Dirceu          |                              |
| 2018    | Uma Escola Demais          | Cíntia Veiga            |                              |
| 2019    | Topíssima                  | Jandira Oliveira Soares |                              |
| 2019    | Amor sem Igual             | Rosa Moreti             |                              |
| 2023    | Vai na Fé                  | Amandinha Sampaio       | Episódio: "20 de fevereiro"  |

### Cinema
| Ano  | Título                     | Personagem |
| ---- | -------------------------- | ---------- |
| 2018 | Intimidade Entre Estranhos | Paula      |

## Teatro
| Ano  | Título                  | Personagem |
| ---- | ----------------------- | ---------- |
| 2013 | Os Meninos da Rua Paulo | Helena     |

## Prêmios e indicações
| Ano  | Prêmio                | Categoria            | Indicação | Resultado | Ref.   |
| ---- | --------------------- | -------------------- | --------- | --------- | ------ |
| 2019 | Prêmio Notícias de TV | Melhor Atriz Juvenil | Topíssima | Venceu    | [ 13 ] |